# Božidar Vrhovac
Božidar Vrhovac, hrvatski liječnik i sveučilišni profesor (Zagreb, 8. lipnja 1936. – Zagreb, 4. prosinca 2009.). Sin Vuka Vrhovca.
Od 1965. do 2001. radio je u Internoj klinici u Zagrebu, gdje je 1969. završio specijalizaciju iz interne medicine. 1972. godine radi na odjelu kliničke farmakologije na UCH u Londonu. U Zagrebu je 1973. osnovao Odjel (od 1978. Zavod) za kliničku farmakologiju, utemeljitelj je te struke u državi.
Redoviti profesor i profesor emeritus Medicinskoga fakulteta u Zagrebu, dopisni član HAZU. Član britanskoga Kraljevskoga liječničkoga zbora.Jedan od osnivača Vienna School for Clinical Research 2000. godine.
Objavio je preko 700 znanstvenih radova, napisao i uredio 15 knjiga i medicinskih udžbenika.

## Djela
- Meyler's Side Effect of Drugs (1984, 1988, 1995 & 2000) - ko-autor
- Clinical Pharmacology (McGraw Hill, Milan, 2000) - suurednik[4]